# Slovenien i olympiska vinterspelen 1992
Slovenien deltog med 27 deltagare vid de olympiska vinterspelen 1992 i Albertville. Ingen av landets deltagare erövrade någon medalj.